# Viglius van Zuichem
Viglius van Aytta van Zuichem (19. října 1507 – 5. května 1577) byl nizozemský státník a právník fríského původu.
Erasmus Rotterdamský si všiml jeho vysokých schopností. Za nizozemské revoluce patřil k umírněným.
Viglius se narodil v malé fríské vesničce Swichum, studoval právo a literaturu na několika univerzitách z nichž nejvýznamnější je patrně Katolická univerzita v Lovani či universita v Avignonu. Po studiích působil v Padově. V letech 1535-1541 byl členem říšského komorního soudu ve Špýru.

## Dílo
- Institutiones Juris Civilis v graecam linguam za Theophilum traductae, 1533, Basilej - nejznámější Vigliovo dílo